# 安田夏菜
安田 夏菜（やすだ かな）は、日本の児童文学作家。

## 略歴
兵庫県西宮市生まれ。親和中学校・親和女子高等学校、大阪教育大学教育学部卒業。第５回上方落語台本募集で入選した創作落語が、天満天神繁昌亭にて口演される。「お母ちゃんの味」で第10回学研 読み特賞 受賞。日本児童文学者協会会員。「季節風」同人。しし座、AB型。

## 作品リスト
- 『とべ!わたしのチョウ』（文研出版 2007年10月）《絵：藤本四郎》 ISBN 978-4-580-82020-3
- 『あしたも、さんかく 毎日が落語日和』（講談社 2014年5月）《絵：宮尾和孝》 ISBN 978-4-06-283228-1
- 『あの日とおなじ空』（文研出版 2014年5月）《絵：藤本四郎》 ISBN 978-4-580-82223-8
- 『ケロニャンヌ』（講談社 2015年4月）《絵：しんやゆうこ》 ISBN 978-4-06-195761-9
- 『レイさんといた夏』（講談社 2016年7月）《装画・挿絵：佐藤真紀子》 ISBN 978-4-06-283239-7
- 『くじらじゃくし』（講談社 2017年4月）《絵：中西らつ子》 ISBN 978-4-06-195782-4
- 『なんでやねーん! おしごとのおはなし　お笑い芸人』（講談社 2017年12月）《絵：魚戸おさむ》 ISBN 978-4-06-220863-5
- 『むこう岸』（講談社 2018年12月） ISBN 978-4-06-513908-0
- 『おはなしSDGs 貧困 みんなはアイスをなめている』（講談社2020年12月）《絵：黒須高嶺》 ISBN 978-4-06-521620-0
- 『セカイを科学せよ！』（講談社 2021年10月）　ISBN　978-4-06-524629-0
- 『アナタノキモチ』（文研出版 2023年10月）
- 『6days　遭難者たち』（講談社 2024年5月）

### アンソロジー
「」内が安田夏菜の作品
- 『YA!アンソロジー 秘密』（講談社 2015年8月）「ホーリーアイ」 ISBN 978-4-06-269496-4
  - 共著者：小林深雪・みうらかれん・片川優子・陣崎草子
- 『YA!アンソロジー 14歳』（講談社 2016年11月）「つくし薬局のカレーパン」 ISBN 978-4-06-269507-7
  - 共著者：小林深雪・みうらかれん・如月かずさ・市川朔久子

### 雑誌
- 日本児童文学（小峰書店）ISSN 05493358
  - 2009年3・4月号（2009年4月1日発行）「ぼくんちの犬」《絵：剣持晶子》
  - 2019年1・2月号（2019年2月1日発行）「寺子屋の保健室」《絵：たむらかずみ》
  - 2020年1・2月号（2020年2月1日発行）「フニャダラ　フニャダラ」《絵：大島千明》

## 受賞歴など
- 「ビーチウインド～潮の香り」[注 1]
  - 1999年 第49回 毎日児童小説コンクール 最優秀賞[7][注 2]

- 「みかん」
  - 2003年 第2回 長編児童文学新人賞 佳作[9][注 3]

- 『あしたも、さんかく』
  - 2013年 第54回 講談社児童文学新人賞 佳作[11]

- 『むこう岸』
  - 2019年 第59回 日本児童文学者協会賞[12]
  - 2019年 第12回貧困ジャーナリズム大賞 特別賞[13]
  - 2019年 国際推薦児童図書目録「ホワイト・レイブンズ」 選定[14]
  - 2024年　NHKでドラマ化される。

- 『セカイを科学せよ！』
  - 第68回青少年読書感想文全国コンクール　中学生の部　課題図書
  - 厚生労働省社会保障審議会推薦　児童福祉文化財